# 翁奇语系
翁奇语系（Ongan、Angan、南安达曼语系、Jarawa–Onge）是分布在安达曼群岛南部的语系，由至少两种语言组成。
已知两个现存语言是
- 翁奇语，96使用者（翁奇人，1997），主要为单语者
- 加洛瓦语，约200使用者（加洛瓦人，1997），单语
- 哨兵岛语，据推测是哨兵岛人的语言，有人认为属于翁奇语系，但实际上几乎没有任何资料；估计有15–500使用者。
- 詹吉尔语于1895至1920年间灭绝，据载与加洛瓦语无法互通，但有明显的相似之处。

## 外部关系
安达曼诸语言可分为2个语系：大安达曼语系与翁奇语系，以及一种几乎没有记载的哨兵岛语。大安达曼语系和翁奇语系之间有类型学和形态上的相似，而几乎没有共同的词汇。就连约瑟·哈罗德·格林伯格这样的远距比较研究者，也对安达曼语系的成立表示怀疑。
Juliette Blevins (2007)提出，翁奇语系与南岛语系有远缘关系，构成南岛-翁奇语系。但这没有得到其他学者的认可，无我 (2011)认为Blevins的证据“并不令人信服，尽管有些相似之处可能是接触/借词造成的。Hoogervorst (2012)也持类似观点。Robert Blust (2014)认为Blevins的结论没有数据支持：在前25个构拟中，没有一个可用比较法构拟，Blust还认为语法比较也不成立。此外，Blust还引用了非语言学（如文化、考古与生物）证据反驳Blevins的假说。

## 构拟
两种有据可查的翁奇语系语言比较接近，历时构拟比较简单：
| 原始翁奇语 | *p   | *b | *t   | *d   | *kʷ   | *k   | *ɡ   | *j | *w | *c   | *ɟ | *m | *n | *ɲ | *ŋ | *l   | *r       |
| 加洛瓦语   | p, b | b  | t    | d    | hʷ, h | h    | ɡ, j | j  | w  | c    | ɟ  | m  | n  | ɲ  | ŋ  | l    | r        |
| 翁奇语     | b    | b  | t, d | d, r | kʷ, h | k, ɡ | ɡ, Ø | j  | w  | c, ɟ | ɟ  | m  | n  | ɲ  | ŋ  | l, j | r/j/l, Ø |

| 原始翁奇语 | *i | *u | *a | *e      | *o | (*ə) |
| 加洛瓦语   | i  | u  | a  | e, ə, o | o  | (ə)  |
| 翁奇语     | i  | u  | a  | e, ə, o | o  | (ə)  |

*ə倾向于是*e在鼻韵尾前的同位异音。

## 语法
翁奇语系语言是黏着语，有丰富的前后缀系统，还拥有与众不同的名词分类系统。名词、形容词会据与之相关（基于形状或功能）的身体部位加前缀。身体部位词汇具有不可让渡的领属性，需要加领属形容词前缀，这个身体部位词才能成立。例如不能单说“头”，必须说“我的头、你的头”云云。
翁奇语代词：
| 我/我的                 | m- | 我们/我们的 | et-, ot-       |
| 你/你的                 | ŋ- | 你们/你们的 | n-             |
| 他/她/它/他的/她的/它的 | g- | 他们/他们的 | ekw-, ek-, ok- |

还有不定前缀ən-, on-“某人的”。加洛瓦语没有复数系列，但单数非常接近： m-, ŋ-或n-, w-, ən-。由此，Blevins构拟原始翁奇语*m-、*ŋ-、*gw-、*en-。
根据现有资料，安达曼语言只有两个基数词：1和2。他们所有的数词分别是（翻译为汉语）：1、2、多一个、一些、全部。

## 阅读更多
- Das Gupta, D. and S. R. Sharma.  A Handbook of the Önge Language. Anthropological Survey of India: Calcutta 1982.
- E. H. Man, Dictionary of the South Andaman Language, British India Press: Bombay 1923.
- Senkuttuvan, R. 2000. The Language of the Jarawa: Phonology. Calcutta: Anthropological Survey of India, Government of India, Ministry of Culture, Youth Affairs, and Sports, Dept. of Culture.
- Sreenathan, M. 2001. Jarwa - Language and Culture. Anthropological Survey of India, Ministry of Culture, Government of India, Kolkata